# Österreichische Arbeiter-Feldhandballnationalmannschaft
Die österreichische Arbeiter-Feldhandballnationalmannschaft vertrat die Arbeitsgemeinschaft für Sport und Körperkultur in Österreich, dazumal Arbeiterbund für Sport und Körperkultur in Österreich, bei Länderspielen und internationalen Turnieren.

## Arbeiterolympiade
Die österreichische Handballnationalmannschaft nahm nur an der Heim-Arbeiterolympiade teil und gewann diese.
| Jahr | Austragungsort                     | Teilnahme bis…  | Ergebnis                        | Medaille              | Bemerkung |
| ---- | ---------------------------------- | --------------- | ------------------------------- | --------------------- | --------- |
| 1925 | Frankfurt am Main, Deutsches Reich | keine Teilnahme | keine Teilnahme                 | keine Teilnahme       |           |
| 1931 | Wien, Österreich                   | Finale          | Deutsches Reich 9:10 Österreich | Arbeiterolympiasieger | [ 1 ]     |
| 1937 | Antwerpen, Belgien                 | keine Teilnahme | keine Teilnahme                 | keine Teilnahme       |           |